# Wilhelm Bothe
Johan Wilhelm Bothe, född 5 februari 1792 i Berlin, död efter 1839, var en klavermakare i Stockholm mellan 1820 och 1839.

## Biografi
Bothe föddes 5 februari 1792 i Berlin. Han var son till klavermakaren Johann Martin Christian Bothe och Frederike Lücko. Han blev 1815 gesäll. 1816 till 8 augusti 1818 arbetade han hos Qummert i Berlin. 1819 flyttade Bothe till Sverige. Han blev gesäll hos Gustaf Ekstedt i Stockholm och stannade där ett år. Bothe blev mästare 4 oktober 1820. Han fick den 15 oktober samma år burskap som instrumentmakare.

## Medarbare
Medarbetare som arbetat hos Bothe: Anders Hulting, Olof Löfvenadler, Carl Brandt, Ludwig Emanuel Hessling, Nils Gustaf Hultenberg och Johan Sven Sandström.
Bothes verkstad bör ha gått bra under 1820-talet, då han hade relativt många gesäller och lärlingar. Han deltog också i den första större utställningen av ”slöjdalster”, som hölls i Stockholm 1823, är han ställde ut ”ett flygelfortepiano”, d.v.s. en pyramidflygel. Under 1830-talet, då 1820-talets nyetableringar av bl.a. Hulting och Rosenwall bör ha bjudit kännbar konkurrens, har hans verkstad utvecklats negativt, och efter 1839, då burskapet uppsades (31 juli), kan han inte längre spåras i stockholmskällor.

## Instrument
Bothe tillverkade taffelpiano och pyramidflyglar.